# Ernst Hartwig
Carl Ernst Albrecht Hartwig (Fráncfort, 14 de enero de 1851-Bamberg, 3 de mayo de 1923) fue un astrónomo alemán.

## Semblanza
Descubrió una estrella nova en la nebulosa M31 (la "Nebulosa de Andrómeda") el 20 de agosto de 1885. Este objeto fue designado supernova "S Andromedae". En 1882 observó el tránsito de Venus en Argentina. Durante la campaña de observación del cometa 6P/d'Arrest en 1883 descubrió cinco objetos del Nuevo Catálogo General trabajando desde el Observatorio de Estrasburgo. En 1874 fue nombrado astrónomo asistente en el Observatorio de Estrasburgo, astrónomo en el Observatorio de Dorpat en 1884, y director del Observatorio de Bamberg en 1887. 
La Academia de Ciencias de Francia le otorgó el Premio Valz en 1902 por sus observaciones heliométricas y trabajo en estrellas variables.

## Eponimia
- El cráter lunar Hartwig lleva este nombre en su honor.
- Así mismo, el cráter marciano Hartwig conmemora su nombre.

### Necrología
- AN 219 (1923) 185/186 (en alemán)

- Datos: Q29061
- Multimedia: Ernst Hartwig / Q29061